# Gliniarze i Robbersonowie
Gliniarze i Robbersonowie – amerykańska komedia kryminalna z 1994 roku.

## Główne role
- Chevy Chase – Norman Robberson
- Jack Palance – Jake Stone
- Dianne Wiest – Helen Robberson
- Robert Davi – Osborn
- David Barry Gray – Tony Moore
- Jason James Richter – Kevin Robberson
- Fay Masterson – Cindy Robberson
- Miko Hughes – Billy Robberson
- Richard Romanus – Fred Lutz
- Sal Landi – Jerry Callahan
- Ronald L. Schwary – Producent
- Jack Kehler – Caniff
- Amy Powell – Marva Prescott

## Fabuła
Norman Robberson jest przeciętnym Amerykaninem, który marzy o byciu policjantem. Jego wzorcami w tym kierunku stają się bohaterowie seriali telewizyjnych. Pewnego dnia do jego mieszkania trafiają prawdziwi policjanci: Jake Stone i jego partner w celu obserwacji sąsiada – Osborna. Sąsiad jest podejrzewany o planowanie dużej akcji. Niestety, Norman zaczyna dezorganizować i utrudniać pracę policjantom. Czy akcja się powiedzie i uda się uniknąć katastrofy?